# Резонанс Шумана

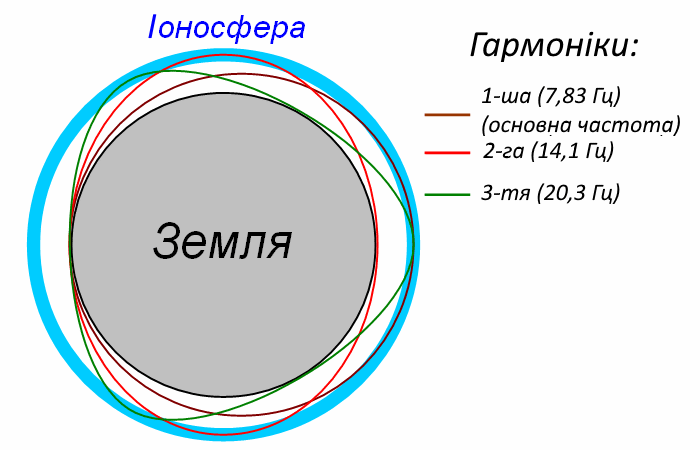
Електромагнітні коливання наднизької частоти, які виникать в резонансній порожнині між поверхнею Землі й іоносферою (резонанс Шумана).

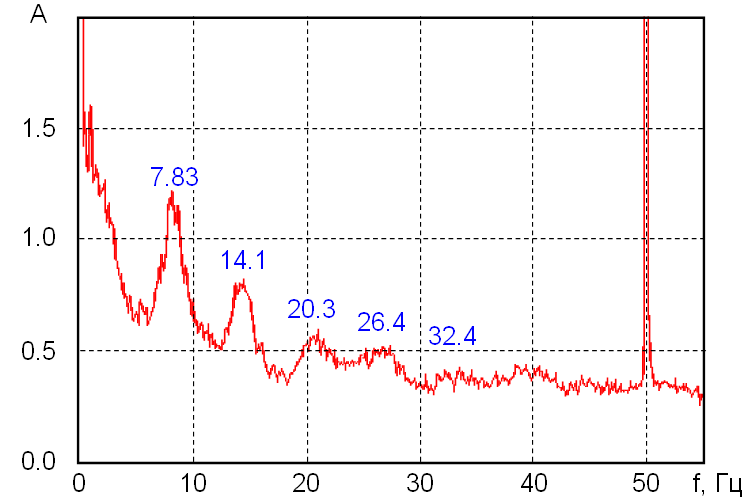
Типовий спектр електромагнітних коливань наднизької частоти з резонансами Шумана. Пік на 50 Гц зумовлений частотою змінного струму у промисловій електромережі.

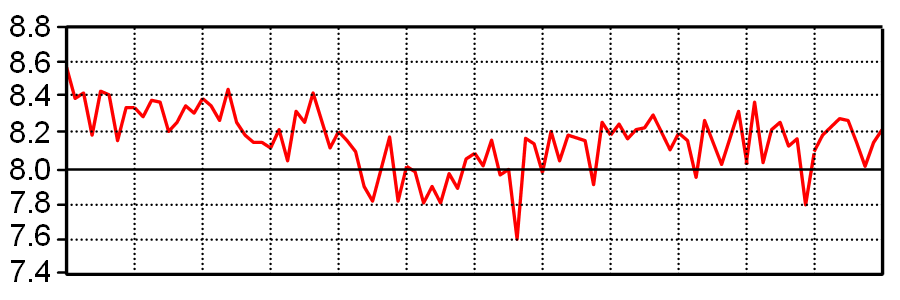
Типовий добовий хід частоти першої гармоніки резонансу Шумана.

Резона́нс Шу́мана — явище появи стоячих електромагнітних хвиль низьких і наднизьких частот в атмосфері (між поверхнею Землі та іоносферою). Вперше передбачене німецьким фізиком Вінфрідом Шуманом. Земля та її іоносфера — це гігантський сферичний резонатор, порожнина якого має низьку електропровідність. Якщо електромагнітна хвиля, що виникла в цьому середовищі, після огинання земної кулі знову збігається із власною фазою (входить у резонанс), то вона може існувати довгий час.

## Математична модель

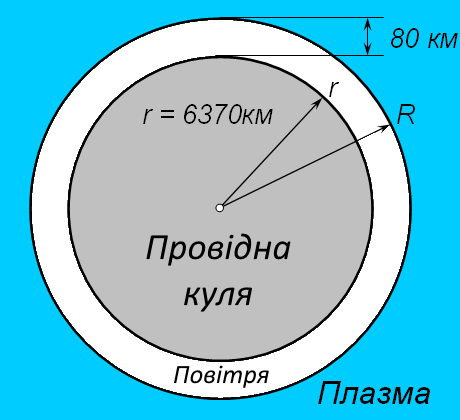
Найпростіша модель сферичного об'ємного резонатора

Розглянемо об'ємний резонатор, що складається з двох концентричних електропровідних сфер. Внутрішню сферу представляє поверхня Землі, а зовнішню — іонізований газ іоносфери, що на висоті близько 80 км над поверхнею землі.
Припустимо, що електромагнітна хвиля, n раз відбиваючись від поверхні Землі та іоносфери, огинає земну кулю. Якщо на шляху довкола Землі укладається ціле число відбивань, то виникає резонанс, і така хвиля може існувати тривалий час. Вважаючи, що хвиля поширюється зі швидкістю світла с = 300 000 км/с, а довжина екватора Землі становить L = 40 000 км, отримаємо частоту коливань, що дорівнює
{\displaystyle f_{n}={\frac {cn}{L}}\approx 7{,}5n{\text{ Hz}}.}
Для перших п'яти гармонік ця формула дає ряд частот 7,5 — 15,0 — 22,5 — 30,0 — 37,5 … Гц. Порівнюючи теоретичні частоти з частотами, отриманими експериментально (7,83 — 14,1 — 20,3 — 26,4 — 32,4 … Гц), бачимо, що при хорошому збігу частоти першої гармоніки похибка з ростом n збільшується.
У своїй оригінальній роботі Шуман проаналізував коливання, що виникають у сферичному об'ємному резонаторі. При цьому він враховував, що поверхня землі має сталу провідність близько σ = 10−3 См / м, а провідність іоносфери на висотах 70—90 км змінюється в межах σ = 10−5—10−3 См/м. Через це середня швидкість поширення електромагнітної хвилі V (σ) приблизно на 20 % менше, ніж при відбитті від сфери з нескінченною провідністю. Для частоти n-ї гармоніки Шуман отримав
{\displaystyle f_{n}={\frac {V(\sigma )}{L}}{\sqrt {n(n+1)}}\approx 6{,}0{\sqrt {n(n+1)}}{\text{ Hz}},}
що для перших п'яти гармонік дає 8,5 — 14,7 — 20,8 — 26,8 — 32,9 Гц.

## Причини виникнення хвиль
Існує декілька гіпотез виникнення електромагнітних хвиль у порожнечі Земля—іоносфера

### «Грозова» гіпотеза
Розряди блискавки, як вважають, є первинним природним джерелом збудження резонансу Шумана. Блискавки виступають як величезні передавачі, які випромінюють електромагнітну енергію на частотах до 100 кГц. Саме вони є причиною збудження електромагнітних коливань у широкому діапазоні частот. Це явище, на думку більшості фахівців, пояснює наявність стійких наднизькочастотних коливань, які майже не загасають і мають фіксовані частоти.

## Характеристики
Після численних досліджень і повторних оглядів було точно визначено частоту резонансу Шумана — 7,83 Гц. Через хвильові процеси в плазмі всередині Землі найчіткіше спостерігаються піки на частотах приблизно 8, 14, 20, 26, 32 Гц. Для основної, найнижчої частоти, можливі варіації у межах — 1 Гц, але здебільшого протягом доби розкид резонансних частот лежить у межах ± (0, — ,2) Гц[уточнити]. Спектральна густина коливань становить 0,1 мВ/м.
Інтенсивність резонансних коливань та їх частот залежать від таких чинників.
- Час доби. Уночі амплітуда резонансних хвиль менша у 5—10 разів через зменшення швидкості витрати води в океанському конвеєрі (ОК), зменшення взаємних швидкостей петель ОК.
- Пора року. У літні місяці (з травня по серпень у північній півкулі) частоти резонансів підвищуються[4]. У південній півкулі підвищення частот резонансів відбувається з листопада по лютий;
- Місце на земній кулі. Хвилі Шумана найчіткіше виражені поблизу світових осередків гроз: Африка, Південна Америка, Індонезія, Індія (в місцях односпрямованих петель витрати води в ОК). У приполярних регіонах амплітудні піки на цих частотах вже не настільки виражені (мінімальна струмова складова вектора напруженості електричного поля Е). На полюсах максимальний вектор напруженості магнітного поля Н, вектор Е мінімальний, на екваторі навпаки.
- Сонячна активність. Під час магнітних бур їх інтенсивність зростає на 15 %. Є випадки збудження частот в 12 500 Гц, що відповідає руху в ядрі Землі на відстані 3,6 км від центру ядра Землі.
- Швидкість витрати води в ОК.
- Фаза Місяця.
- Період сонячної активності.

## Історія досліджень
Уперше наявність стоячих електромагнітних хвиль та їхні частоти в системі «поверхня Землі — іоносфера» передбачив ірландський фізик Джордж Френсіс Фіцджеральд в 1893 році. У 1900 році, найпевніш незалежно, до подібного висновку прийшов Нікола Тесла, який запатентував у 1905 році своє відкриття. Н. Тесла, проте, як видно, не знав про існування іоносферного шару і взагалі про провідність атмосфери, тому розраховані ним частоти резонансів виявилися хибними.
Однак систематичне вивчення ефекту, що пізніше став відомий як «резонанс Шумана», почалося тільки через майже 50 років. Припущення про існування резонансу електромагнітних хвиль у просторі Земля — іоносфера висловив професор Мюнхенського університету Вінфрід Отто Шуман у 1952 році. Основні результати досліджень він опублікував у трьох статтях.
Перше беззаперечне експериментальне підтвердження наявності резонансів Шумана зроблено в 1960 році. Продовжив вивчення Вольфганг Людвіг, який проводив експерименти у відкритому морі і в підземних шахтах. Він випустив книгу про резонанс Шумана «Інформативна медицина».
Труднощі в дослідженні хвиль Шумана обумовлені тим, що для їх приймання потрібна спеціальна надчутлива апаратура і відповідне навколишнє оточення: навіть рух дерев, тварин або людей поруч із приймачем може вплинути на його покази.
У вересні 2011 року хвилі резонансу Шумана зареєстровано на висоті до 850 км супутником C/NOFS. Раніше межею висоти таких хвиль вважались 100 км.
Розміщення станцій постійного спостереження за резонансом Шумана:
- Росія, м. Томськ, Томський державний університет. Дані на сайті оновлюються кожні дві години;
- Словаччина, м. Модра, геофізична обсерваторія.

## Згадки в популярній культурі
- Резонанс Шумана грає важливу роль у поясненні технології в науково-фантастичному серіалі Експерименти Лейн.
- В одному зі сезонів X-Files у серії 3x03 (D.P.O.) агент Малдер згадує резонанс Шумана.